# Pélagie-la-Charrette
Pélagie-la-Charrette est le septième roman de l'autrice acadienne Antonine Maillet. Paru le 1er août 1979 aux éditions Grasset, il est récompensé la même année par le prix Goncourt. Il s'agit de la première personnalité non européenne à recevoir ce prix ainsi que de la sixième femme à obtenir cet honneur.
Le roman de Maillet puise dans les traditions orales, comme la légende de la charrette de la mort, et fait une large place à la langue du pays. 
Le roman a été traduit en anglais par Philip Stratford et publié en 1982.

## Historique
Après avoir été finaliste en 1977 avec Les Cordes-de-bois, l'auteure remporte finalement le prix Goncourt en novembre 1979 pour Pélagie-la-Charrette.
Le roman a été adapté en pièce de théâtre musical en 2004.

## Résumé
Après des années de misère comme esclave en Géorgie, où elle avait été déportée avec d'autres Acadiens, la veuve Pélagie LeBlanc achète une charrette et entreprend de rentrer en Acadie à la fin des années 1770. Accompagnée de ses enfants, du conteur Bélonie-le-Vieux et de Célina, la sage-femme boiteuse, elle part à la rencontre de sa destinée. De plus en plus d'Acadiens la rejoignent au fil de sa longue odyssée, qui durera dix ans. De l'Île de l'Espoir à Baltimore, Pélagie et ses compagnons de route vont vivre la guerre d'indépendance américaine et souffrir la haine des protestants de Boston.

## Accueil critique
Comme l’a souligné René LeBlanc, Maillet se voit d’abord et avant tout comme une conteuse plutôt qu’une écrivaine. On a établi des parallèles entre son œuvre et celle de Rabelais, car les deux intègrent des éléments de la culture populaire. Pélagie-la-Charrette intègre en partie les recherches folkloriques faites par Maillet.

## Éditions
- Pélagie-la-Charrette, éditions Grasset, 1979  (ISBN 2246008204).
- Pélagie-la-Charrette, Montréal, Leméac, 1979.
- Pélagie-la-Charrette, Montréal, Bibliothèque québécoise, 1990  (ISBN 2894060467).
- Pélagie-la-Charrette, Montréal, Bibliothèque québécoise, 1999  (ISBN 978 2894061770).